# Абитиби (озеро)

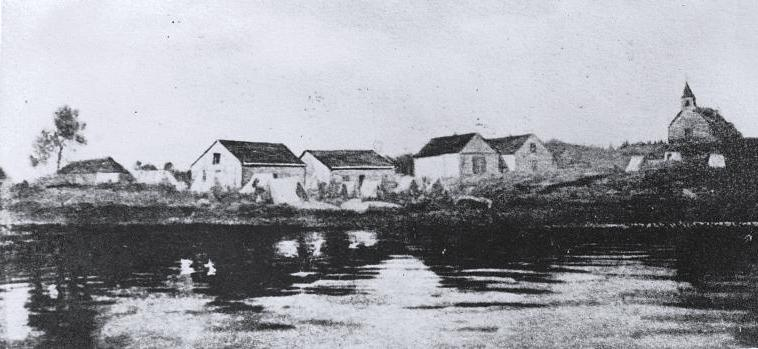
Пост Компании Гудзонова залива на берегу озера Абитиби в 1910 году

Абити́би (англ. Lake Abitibi, фр. Lac Abitibi) — озеро на северо-востоке провинции Онтарио и западе провинции Квебек в Канаде. Озеро лежит на 280 километров южнее залива Джеймс (James Bay). Состоит из двух отдельных озёр, соединённых узкой протокой. Озеро мелководно, средняя глубина — 3 метра, максимальная глубина — до 10 метров, изобилует множеством островков, число которых превышает 700, площадь водной поверхности 904 км², а общая — 932 квадратных километра. Высота озера над уровнем моря 265 метров, колебания уровня — до двух метров. Сток в залив Джеймс через реки Абитиби и Мус. Покрыто льдом с ноября по май. Регион озера Абитиби богат лесом, имеются предприятия целлюлозно-бумажной отрасли. Часть западного побережья озера и часть реки Абитиби входят в состав провинциального парка Абитиби — де Тройс. Специализация озера в любительском рыболовстве — судак, северная щука, жёлтый окунь.

## История
Озеро стало центром меховой торговли после 1686 года, когда шевалье Пьер де Тройс основал здесь пост на пути из Квебека к заливу Джеймс. Название озера на языке алгонкинов означает «вода, лежащая на полпути» (озеро располагается на полпути от реки Оттава до залива Джеймс). Впервые упоминается в записках иезуитов в 1640 году. В середине XVIII века на берегах озера были найдены золотые россыпи, но их запасы были очень незначительны.